# Tercera Federación - Grupo IV 2023-24
La temporada 2023-24 del Grupo IV de la Tercera Federación de fútbol comenzó el 8 de septiembre de 2023 y finalizó el 12 de mayo de 2024. Posteriormente se disputó la promoción de ascenso entre el 19 de mayo y el 9 de junio en su fase territorial, y para finalizar en su fase nacional entre el 16 y 23 de mayo. Se trata de la tercera edición tras la restructuración de las categorías no profesionales por parte de la RFEF a causa de la pandemia global causada por el Coronavirus; y es la quinta categoría a nivel nacional.

## Sistema de competición
Participan dieciocho clubes encuadrados en un único grupo. Se enfrentan todos contra todos en dos ocasiones -una en campo propio y otra en campo contrario- durante un total de 34 jornadas. El orden de los encuentros se decide por sorteo antes de empezar la competición. La Federación de Fútbol del País Vasco es la responsable de designar las fechas de los partidos y los árbitros de cada encuentro, reservando al equipo local la potestad de fijar el horario exacto de cada encuentro.
Una vez finalizada la competición, el primer clasificado asciende directamente a Segunda Federación y se proclama campeón de Tercera Federación.
Los clasificados entre el segundo y el quinto lugar disputan un Play Off territorial en formato de eliminatorias a doble partido ida y vuelta. En caso de empate el vencedor de la eliminatoria es el equipo mejor clasificado. El equipo vencedor de este Play Off se clasifica a la Promoción de ascenso a Segunda Federación que tiene carácter de final interterritorial.
Los tres últimos clasificados descienden directamente a Divisiones Regionales. Puede haber más descensos por arrastre provocados por descensos de superior categoría.

## Ascensos y descensos
| Pos. | Ascendidos a 2.ª Federación |
| ---- | --------------------------- |
| 1º   | Barakaldo C. F.             |

| Pos. | Descendidos de 2.ª Federación |
| ---- | ----------------------------- |
| 13º  | S. D. Beasain                 |

| Pos. | Ascendido de División de Honor de Vizcaya |
| ---- | ----------------------------------------- |
| 1º   | C. D. Derio                               |

| Pos. | Ascendido de División de Honor Regional de Guipúzcoa |
| ---- | ---------------------------------------------------- |
| 2º   | Añorga K. K. E.                                      |

| Pos. | Ascendido de Regional Preferente de Álava |
| ---- | ----------------------------------------- |
| 1º   | Deportivo Alavés "C"                      |

| Pos. | Descendidos a Divisiones Regionales |
| ---- | ----------------------------------- |
| 16.º | C. D. Aurrera de Vitoria            |

## Equipos

### Listado de equipos
| Equipo               | Localidad       | Estadio           | Capacidad |
| -------------------- | --------------- | ----------------- | --------- |
| Deportivo Alavés "C" | Vitoria         | Ibaia             | 1300      |
| C. D. Anaitasuna     | Azcoitia        | Txerloia          | 3000      |
| Añorga K. K. E.      | San Sebastián   | Zementos Rezola   | 1000      |
| Aurrera K. E.        | Ondárroa        | Zaldupe           | 2500      |
| C. D. Basconia       | Basauri         | Artunduaga        | 8500      |
| S. D. Beasáin        | Beasáin         | Loinaz            | 1500      |
| C. D. Derio          | Derio           | Ibaiondo          | 500       |
| S. D. Deusto         | Deusto, Bilbao  | Etxezuri          | 1000      |
| S. C. D. Durango     | Durango         | Tabira            | 3000      |
| C. D. Lagun Onak     | Azpeitia        | Garmendipe        | 2500      |
| S. D. Leioa          | Lejona          | Sarriena          | 3741      |
| C. D. Padura         | Arrigorriaga    | Santo Cristo      | 1500      |
| Pasaia KE            | Pasajes         | Jesús Mari Zamora | 2000      |
| Club Portugalete     | Portugalete     | La Florida        | 5000      |
| C. D. San Ignacio    | Adurza, Vitoria | Adurtzabal        | 400       |
| Touring K. E.        | Rentería        | Fandería          | 1500      |
| Urdúliz FT           | Urdúliz         | Iparralde         | 300       |
| C. D. Vitoria        | Éibar           | Unbe              | 1000      |

| Anaitasuna Añorga Aurrera Alavés "C" Basconia Beasáin C. Durango Derio Deusto Lagun Onak Leioa Padura Pasaia Portugalete San Ignacio Touring Urdúliz Vitoria |

### Equipos por provincia
| N.º | Provincia | Equipos |
| --- | --------- | --- |
| 9   | Vizcaya   | Aurrera K. E., C. D. Basconia, C. D. Derio, S. D. Deusto, S. C. D. Durango, S. D. Leioa, C. D. Padura, Club Portugalete y Urdúliz FT. |
| 6   | Guipúzcoa | C. D. Anaitasuna, Añorga K. K. E., S. D. Beasáin, C. D. Lagún Onak, Pasaia K. E. y Touring K. E.                                      |
| 3   | Álava     | Deportivo Alavés "C", C. D. San Ignacio y C. D. Vitoria.                                                                              |

## Clasificación
| Pos. | Equipo               | Pts. | PJ | G  | E  | P  | GF | GC | Dif. |                                                    |
| ---- | -------------------- | ---- | -- | -- | -- | -- | -- | -- | ---- | -------------------------------------------------- |
| 1    | C. D. Vitoria (A, C) | 82   | 34 | 25 | 7  | 2  | 64 | 16 | +48  | Ascenso a Segunda Federación                       |
| 2    | C. D. Basconia       | 64   | 34 | 18 | 10 | 6  | 54 | 32 | +22  | Acceso a Promoción de Ascenso a Segunda Federación |
| 3    | S. D. Beasain        | 63   | 34 | 19 | 6  | 9  | 55 | 36 | +19  | Acceso a Promoción de Ascenso a Segunda Federación |
| 4    | S. D. Deusto         | 61   | 34 | 17 | 10 | 7  | 45 | 29 | +16  | Acceso a Promoción de Ascenso a Segunda Federación |
| 5    | Club Portugalete     | 60   | 34 | 17 | 9  | 8  | 54 | 32 | +22  | Acceso a Promoción de Ascenso a Segunda Federación |
| 6    | C. D. Lagun Onak     | 57   | 34 | 16 | 9  | 9  | 43 | 33 | +10  |                                                    |
| 7    | S. C. D. Durango     | 50   | 34 | 14 | 8  | 12 | 45 | 46 | −1   |                                                    |
| 8    | C. D. San Ignacio    | 47   | 34 | 12 | 11 | 11 | 49 | 44 | +5   |                                                    |
| 9    | S. D. Leioa          | 45   | 34 | 13 | 6  | 15 | 46 | 51 | −5   |                                                    |
| 10   | Urduliz F. T.        | 42   | 34 | 11 | 9  | 14 | 38 | 47 | −9   |                                                    |
| 11   | C. D. Derio          | 42   | 34 | 11 | 9  | 14 | 35 | 35 | 0    |                                                    |
| 12   | Deportivo Alavés "C" | 40   | 34 | 10 | 10 | 14 | 34 | 42 | −8   |                                                    |
| 13   | Touring K. E.        | 39   | 34 | 9  | 12 | 13 | 39 | 47 | −8   |                                                    |
| 14   | C. D. Padura         | 38   | 34 | 9  | 11 | 14 | 33 | 47 | −14  |                                                    |
| 15   | Pasaia K. E.         | 34   | 34 | 9  | 7  | 18 | 22 | 41 | −19  |                                                    |
| 16   | C. D. Anaitasuna (D) | 32   | 34 | 8  | 8  | 18 | 35 | 51 | −16  | Descenso a Divisiones Regionales                   |
| 17   | Aurrerá K. E. (D)    | 24   | 34 | 5  | 9  | 20 | 26 | 54 | −28  | Descenso a Divisiones Regionales                   |
| 18   | Añorga K. K. E. (D)  | 18   | 34 | 3  | 9  | 22 | 31 | 64 | −33  | Descenso a Divisiones Regionales                   |

Actualizado a los partidos jugados el 24 de mayo de 2024.
 Fuente: Resultados Fútbol

## Resultados
| Local \ Visitante    | ALA | ANA | AÑO | AUO | BAS | BEA | CDU | DER | DEU | LAG | LEI | PAD | PAS | POR | SIG | TOU | URD | VIT |
| -------------------- | --- | --- | --- | --- | --- | --- | --- | --- | --- | --- | --- | --- | --- | --- | --- | --- | --- | --- |
| Deportivo Alavés "C" | —   | 3–1 | 2–1 | 1–1 | 0–0 | 1–0 | 1–2 | 1–0 | 0–1 | 0–1 | 0–1 | 0–2 | 1–0 | 1–1 | 0–2 | 5–1 | 2–2 | 0–2 |
| C. D. Anaitasuna     | 3–4 | —   | 2–1 | 1–0 | 2–2 | 0–1 | 1–2 | 2–3 | 0–2 | 0–0 | 1–1 | 2–0 | 3–1 | 2–1 | 0–1 | 2–0 | 1–1 | 0–2 |
| Añorga K. K. E.      | 1–2 | 2–1 | —   | 3–2 | 1–2 | 3–4 | 2–2 | 2–3 | 1–3 | 1–1 | 0–1 | 1–1 | 1–1 | 0–2 | 2–3 | 2–1 | 1–1 | 0–2 |
| Aurrerá K. E.        | 1–3 | 0–0 | 0–0 | —   | 1–2 | 2–3 | 0–0 | 0–2 | 1–0 | 0–1 | 1–0 | 1–1 | 1–0 | 1–3 | 0–1 | 2–1 | 2–2 | 0–1 |
| C. D. Basconia       | 1–0 | 3–2 | 3–0 | 4–0 | —   | 1–2 | 1–1 | 2–1 | 2–0 | 2–1 | 3–1 | 1–0 | 1–0 | 2–4 | 2–1 | 2–3 | 2–0 | 0–0 |
| S. D. Beasain        | 4–1 | 3–1 | 2–0 | 3–0 | 1–1 | —   | 4–1 | 1–0 | 1–2 | 2–0 | 3–1 | 4–2 | 1–0 | 0–1 | 1–1 | 1–1 | 1–1 | 1–3 |
| S. C. D. Durango     | 1–0 | 2–0 | 3–1 | 3–2 | 1–2 | 3–0 | —   | 0–1 | 1–1 | 0–1 | 2–1 | 1–1 | 1–0 | 0–2 | 3–1 | 2–3 | 4–0 | 2–1 |
| C. D. Derio          | 1–1 | 3–0 | 2–0 | 1–0 | 0–0 | 0–0 | 0–1 | —   | 1–1 | 2–3 | 3–1 | 1–1 | 1–0 | 1–2 | 0–1 | 0–2 | 1–3 | 0–1 |
| S. D. Deusto         | 0–0 | 2–1 | 3–1 | 3–0 | 1–1 | 1–0 | 3–1 | 1–0 | —   | 1–0 | 3–2 | 1–1 | 0–1 | 2–2 | 1–1 | 2–2 | 1–2 | 1–2 |
| C. D. Lagun Onak     | 2–1 | 1–1 | 3–1 | 0–0 | 1–2 | 0–1 | 1–0 | 2–0 | 3–1 | —   | 2–1 | 2–1 | 2–1 | 2–2 | 4–1 | 1–2 | 0–1 | 0–2 |
| S. D. Leioa          | 2–2 | 0–0 | 2–0 | 2–0 | 2–1 | 2–0 | 2–1 | 1–1 | 0–2 | 1–2 | —   | 1–2 | 3–1 | 2–1 | 3–3 | 1–1 | 5–1 | 0–3 |
| C. D. Padura         | 0–0 | 1–0 | 1–0 | 0–0 | 2–1 | 3–1 | 1–2 | 1–1 | 0–2 | 1–1 | 1–0 | —   | 4–0 | 0–2 | 1–1 | 1–0 | 0–4 | 0–1 |
| Pasaia K. E.         | 0–0 | 2–0 | 0–0 | 1–0 | 0–4 | 0–1 | 1–1 | 0–3 | 1–0 | 0–1 | 1–2 | 2–1 | —   | 0–1 | 1–0 | 2–1 | 3–1 | 0–0 |
| Club Portugalete     | 3–1 | 1–1 | 1–1 | 2–0 | 0–0 | 0–1 | 5–1 | 0–0 | 0–1 | 1–2 | 0–3 | 3–1 | 2–0 | —   | 2–1 | 2–1 | 3–0 | 0–0 |
| C. D. San Ignacio    | 2–0 | 1–2 | 3–0 | 4–4 | 0–1 | 1–1 | 2–2 | 1–1 | 0–1 | 1–1 | 2–0 | 5–0 | 2–0 | 0–3 | —   | 1–1 | 3–2 | 2–0 |
| Touring K. E.        | 0–1 | 0–1 | 2–2 | 2–0 | 1–1 | 1–5 | 1–1 | 2–1 | 0–1 | 2–1 | 2–1 | 1–1 | 1–1 | 1–1 | 0–0 | —   | 0–0 | 2–3 |
| Urduliz F. T.        | 0–0 | 3–2 | 1–0 | 1–3 | 2–1 | 0–2 | 2–0 | 0–1 | 0–0 | 0–0 | 0–1 | 2–0 | 0–1 | 2–1 | 2–1 | 0–1 | —   | 0–1 |
| C. D. Vitoria        | 3–0 | 2–0 | 2–0 | 3–1 | 1–1 | 2–0 | 3–0 | 2–0 | 1–1 | 1–1 | 6–0 | 3–1 | 2–2 | 2–0 | 3–0 | 2–0 | 3–2 | —   |

## Play Off de Ascenso a Segunda Federación
|  | Semifinales                                          | Semifinales                                          | Semifinales                                          | Semifinales                                          | Semifinales                                          |   |                  | Final                                                | Final                                                | Final                                                | Final                                                | Final                                                |  |
|  | 19 de mayo de 2024 (ida) 26 de mayo de 2024 (vuelta) | 19 de mayo de 2024 (ida) 26 de mayo de 2024 (vuelta) | 19 de mayo de 2024 (ida) 26 de mayo de 2024 (vuelta) | 19 de mayo de 2024 (ida) 26 de mayo de 2024 (vuelta) | 19 de mayo de 2024 (ida) 26 de mayo de 2024 (vuelta) |   |                  | 2 de junio de 2024 (ida) 9 de junio de 2024 (vuelta) | 2 de junio de 2024 (ida) 9 de junio de 2024 (vuelta) | 2 de junio de 2024 (ida) 9 de junio de 2024 (vuelta) | 2 de junio de 2024 (ida) 9 de junio de 2024 (vuelta) | 2 de junio de 2024 (ida) 9 de junio de 2024 (vuelta) |  |
|  |                                                      |                                                      |                                                      |                                                      |                                                      |   |                  |                                                      |                                                      |                                                      |                                                      |                                                      |  |
|  |                                                      |                                                      |                                                      |                                                      |                                                      |   |                  |                                                      |                                                      |                                                      |                                                      |                                                      |  |
|  | 5º                                                   | Club Portugalete                                     | 2                                                    | 3                                                    | 5                                                    |   |                  |                                                      |                                                      |                                                      |                                                      |                                                      |  |
|  | 5º                                                   | Club Portugalete                                     | 2                                                    | 3                                                    | 5                                                    |   |                  |                                                      |                                                      |                                                      |                                                      |                                                      |  |
|  | 2º                                                   | C. D. Basconia                                       | 1                                                    | 0                                                    | 1                                                    |   |                  |                                                      |                                                      |                                                      |                                                      |                                                      |  |
|  | 2º                                                   | C. D. Basconia                                       | 1                                                    | 0                                                    | 1                                                    |   | Club Portugalete | Club Portugalete                                     | 0                                                    | 2                                                    | 2                                                    |                                                      |  |
|  |                                                      |                                                      |                                                      |                                                      |                                                      |   | Club Portugalete | Club Portugalete                                     | 0                                                    | 2                                                    | 2                                                    |                                                      |  |
|  |                                                      |                                                      | S. D. Beasáin                                        | S. D. Beasáin                                        | 0                                                    | 1 | 1                |                                                      |                                                      |                                                      |                                                      |                                                      |  |
|  | 4º                                                   | S. D. Deusto                                         | S. D. Beasáin                                        | S. D. Beasáin                                        | 0                                                    | 1 | 1                | 1                                                    | 0                                                    | 1                                                    |                                                      |                                                      |  |
|  | 4º                                                   | S. D. Deusto                                         |                                                      |                                                      |                                                      |   |                  | 1                                                    | 0                                                    | 1                                                    |                                                      |                                                      |  |
|  | 3º                                                   | S. D. Beasáin                                        | 0                                                    | 2                                                    | 2                                                    |   |                  |                                                      |                                                      |                                                      |                                                      |                                                      |  |
|  | 3º                                                   | S. D. Beasáin                                        | 0                                                    | 2                                                    | 2                                                    |   |                  |                                                      |                                                      |                                                      |                                                      |                                                      |  |
|  |                                                      |                                                      |                                                      |                                                      |                                                      |   |                  |                                                      |                                                      |                                                      |                                                      |                                                      |  |

## Clasificado a la Copa del Rey
| Bandera del País Vasco |
| S. D. Beasáin          |
| 3º Puesto              |

Nota: Hay posibilidad de que el subcampeón se clasifique a la Copa del Rey si no es un equipo filial.